# Regnator omnium deus
Il regnator omnium deus (Dio, re di tutto) è una divinità citata da Tacito nel De origine et situ Germanorum del 98 d.C. Si tratta di una divinità adorata dai Semnoni all'interno di un bosco sacro. Sono stati fatti paragoni tra questo personaggio ed il poema Helgakviða Hundingsbana II, scritto nel XIII secolo basandosi su antiche fonti.

## Germania
Secondo Tacito:
(Tacito, De origine et situ Germanorum, cap. 39)

## Edda poetica
La descrizione viene spesso paragonata al paragrafo in prosa del poema eddico Helgakviða Hundingsbana II, in cui si trova un posto chiamato Fjöturlundr (bosco di catene):
(Helgakviða Hundingsbana II)
A causa della somiglianza dei due testi, alcuni studiosi hanno identificato la divinità dei Semnoni con un'antica versione di Odino. Secondo altri un'antica forma di Týr potrebbe essere coinvolta essendo colui che incatenò Fenrir nella mitologia norrena. Non esistono sufficienti prove per una precisa identificazione.

## Fonti
- Bæksted, Anders (1986). Goð og hetjur í heiðnum sið, tradotto in islandese da Eysteinn Þorvaldsson. Reykjavík: Örn og Örlygur. p. 93. Favors Odin
- Davidson, H. R. Ellis (1964). Gods and Myths of Northern Europe. Penguin. p. 59 Favors Týr
- Lindow, John (2001). Handbook of Norse mythology. Santa Barbara: ABC-Clio. ISBN 1-57607-217-7
- Simek, Rudolf. Dictionary of Northern Mythology. 1993. Trad. Angela Hall. Cambridge: D. S. Brewer. ISBN 0-85991-369-4. Nuova edizione 2000, ISBN 0-85991-513-1. p. 280. Favors Odin
- Tacito (tradotto da Thomas Gordon). Germania. Edizione medievale Archiviato il 16 settembre 2008 in Internet Archive.
- Thorpe, Benjamin (trad.) (1866). Edda Sæmundar Hinns Froða : The Edda Of Sæmund The Learned. (2 vol.) Londra: Trübner & Co. Available. Versione online